# Референдум в Греции (1862)
Референдум в Греции 1862 года (греч. Ελληνικό δημοψήφισμα του 1862, греч. Δημοψήφισμα του 1862; англ. Greek head of state referendum, 1862) — референдум в Королевстве Греция по выбору нового монарха. Это был первый референдум в истории страны.

## История
В 1862 году, после свержения в Греции в результате народного восстания правящего короля Оттона I Виттельсбаха, греки провели 19 ноября (1 декабря) 1862 года плебисцит по выбору нового монарха. Бюллетеней с кандидатами не было, поэтому любой подданный Греции мог предложить свою кандидатуру или вид правления в стране.
Результаты были объявлены в феврале следующего года Греческой национальной ассамблеей (греч. Εθνοσυνελεύσεις στην Ελλάδα, англ. Greek National Assemblies). В разных расчетах данные о распределении голосов незначительно расходились, главным образом из-за неточностей в бюллетенях и задержек в сборе голосов.
Сообщалось, что из более чем 240 000 голосов более 95 % были в пользу назначения нового короля — Альфреда Саксен-Кобург-Готского (второго сына королевы Великобритании Виктории и её мужа Альберта), герцога Эдинбургского. Свергнутый король получил только один голос.
| №  | Предложения на референдуме          | Число голосов |
| -- | ----------------------------------- | ------------- |
| 1  | Альфред Саксен-Кобург-Готский       | 230 016       |
| 2  | Герцог Лейхтенбергский              | 2 400         |
| 3  | Православный король                 | 1 917         |
| 4  | Александр II                        | 1 841         |
| 5  | Великий князь Николай Николаевич    | 1 821         |
| 6  | Король                              | 1 763         |
| 7  | Великий князь Николай Александрович | 1 741         |
| 8  | Да здравствуют три ветви власти     | 482           |
| 9  | Великий князь Константин Николаевич | 478           |
| 10 | Наполеон Бонапарт                   | 345           |
| 11 | Принц Франции                       | 246           |
| 12 | Республика                          | 93            |
| 13 | Русский принц                       | 14            |
| 14 | Амадей I                            | 13            |
| 15 | Русский великий князь               | 9             |
| 16 | Романов                             | 8             |
| 17 | Филипп Бельгийский                  | 7             |
| 18 | Георг I                             | 6             |
| 19 | Принц Ипсиланти                     | 6             |
| 20 | Джузеппе Гарибальди                 | 3             |
| 21 | Генрих Орлеанский                   | 3             |
| 22 | Наполеон III                        | 2             |
| 23 | Принц Швеции                        | 2             |
| 24 | Франсуа Орлеанский                  | 1             |
| 25 | Патрис де Мак-Магон                 | 1             |
| 26 | Жан Габриэль Эйнар                  | 1             |
| 27 | Оттон I                             | 1             |
|    | Итого голосов                       | 241 202       |

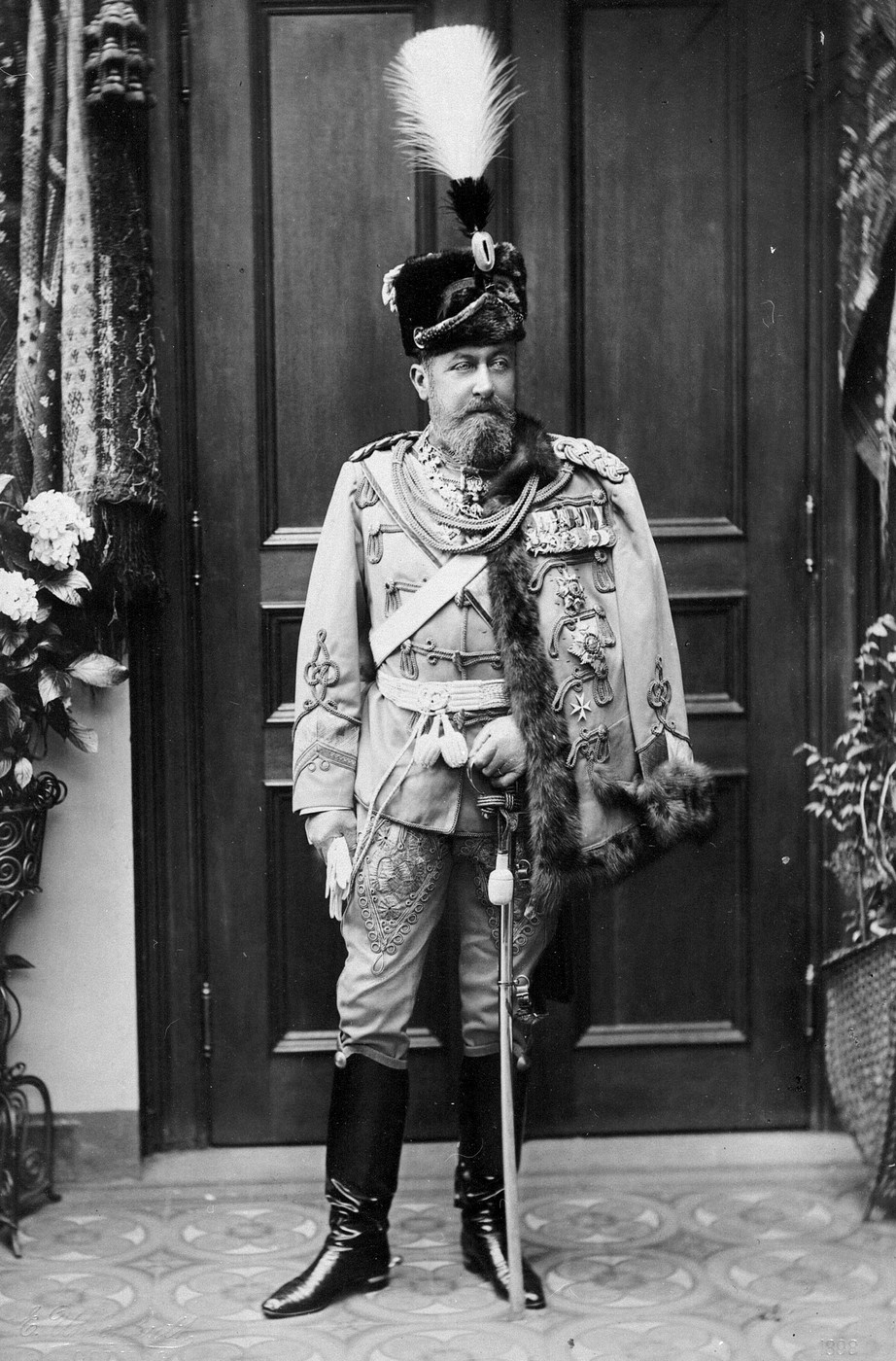
Альфред Саксен-Кобург-Готский, 1898 год

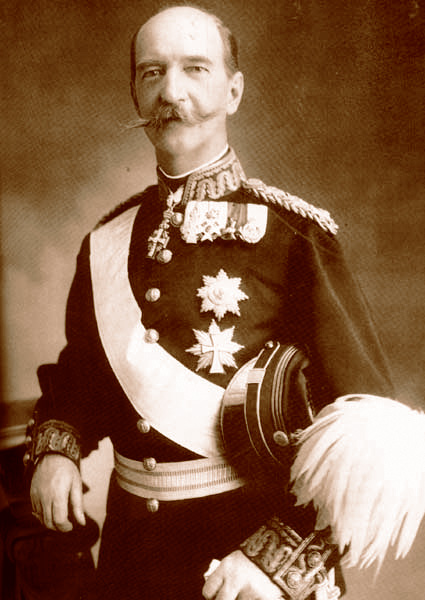
Георг I, начало 10-х годов XX в.

Таким образом, Альфред Саксен-Кобург-Готский одержал убедительную победу — но королём не стал, так как почти за 30 лет до того, в 1832 году, Великобритания, Франция и Россия на Лондонской конференции подписали договор, согласно которому никто из их монарших фамилий не мог занять греческий трон. В результате датский принц Вильгельм — Георг I (основатель династии греческих Глюксбургов), который набрал только 6 голосов, заняв 18-е место, взошел на престол и оставался «королём эллинов» следующие 50 лет. Все остальные кандидаты, набравшие голосов больше него, по разным причинам отказались управлять страной.